# Хорње Хамре
Хорње Хамре (слч. Horné Hámre) насељено је мјесто са административним статусом сеоске општине (слч. obec) у округу Жарновица, у Банскобистричком крају, Словачка Република.

## Становништво
| Година:    | 1994. | 2004.   | 2014.   | 2024.   |
| ---------- | ----- | ------- | ------- | ------- |
| Број људи: | 687   | 663     | 632     | 690     |
| Разлика:   |       | -3,49 % | -4,67 % | +9,17 % |

| Година:    | 2023. | 2024.   |
| ---------- | ----- | ------- |
| Број људи: | 684   | 690     |
| Разлика:   |       | +0,87 % |

Према подацима о броју становника из 2011. године насеље је имало 623 становника.